# Myzopoda aurita
Famille
Genre
Espèce
Statut de conservation UICN

 LC  : Préoccupation mineure
Myzopoda aurita est une espèce de chauve-souris endémique de l'Est de Madagascar. C'est l'une des deux espèces du genre Myzopoda, qui est l'unique genre de la famille des Myzopodidae. Cette famille se caractérise notamment par des ventouses sur les pieds et les poignets.

Répartition de Myzopoda aurita à Madagascar.

La deuxième espèce, Myzopoda schliemanni (en), a été découverte à Madagascar dans les années 2000.
Les chauves-souris de la famille des Thyropteridae possèdent aussi des ventouses mais légèrement différentes du point de vue morphologique. L'acquisition des ventouses aurait eu lieu indépendamment dans ces deux familles (évolution convergente).

## Mode de vie
Ces petites chauves-souris nichent à l'intérieur de feuilles enroulées de l'arbre du voyageur (Ravenala madagascariensis), en utilisant leurs ventouses pour se retenir sur leur surface lisse. Elles ne s'y fixent pas par succion, mais par adhésion, en sécrétant un fluide au niveau de leurs ventouses.
Grâce à cet habitat particulier, Myzopoda aurita n'a aucun ectoparasite, car la surface des feuilles est trop lisse pour les arthropodes.
La majorité des individus capturés dans l'Est de Madagascar se trouvaient à l'intérieur ou à proximité d'arbres du voyageurs et, selon les chercheurs, la distance maximale qu'ils peuvent parcourir à la recherche de leur nourriture est environ 1,8 km. Ils se nourrissent principalement des coléoptères et de petits papillons,.